# Yuan Tan
En aquest nom xinès, el cognom és Yuan.
Yuan Tan (mort el 205) va ser el fill major del senyor de la guerra Yuan Shao durant el període de la tardana Dinastia Han de la història xinesa. Després de la mort de Yuan Shao, Yuan Tan partí peres amb el seu germà menor Yuan Shang per la successió del regne del seu pare. Yuan Tan demanà l'ajuda del senyor de la guerra Cao Cao i va derrotar a Yuan Shang. L'aliança, amb tot, finalment es va trencar i Yuan Tan va ser derrotat i mort per Cao.